# Луи VII
Луи VII Млади (на френски: Louis VII le Jeune) е крал на Франция от 1137 до 1180 г.

## Произход и детство
Той е втори син на Луи VІ Дебели и Аделхайд Савойска. Неговият баща коронова като съуправител големия си син Филип Млади през 1129 година, а Луи предопределя за духовна кариера. Но когато Филип загива при нещастен случай (пада от кон), Луи VІ прибира втория си син от манастира и го коронова след 12 дни. Церемонията на коронацията и помазването за царството в Реймската катедрала провежда папа Инокентий II. Луи VII за цял живот съхранява любов към монашеския живот и към делата на църквата.

## Брак с Елеонор Аквитанска
През 1137 година, по време на поклонение до Сантяго де Компостела, херцогът на Аквитания, Гийом X, умира, вероятно на Велики петък, от натровена храна, а владенията му Херцогство Аквитания и Гаскония и Графство Поатие, се наследявят от 15-годишната му дъщеря, Елеонор. Гийом Х на смъртното си легло пише писмо до Луи VІ с молба да бъде настойник на двете му дъщери и да ожени по-голямата за престолонаследника Луи VІІ.
Луи VI приема предложението, мислейки, че Кралство Франция от Лоара ще се разпростре до Пиренеите и Средиземно море, включвайки следните райони: Аквитания, Гаскония, Перигор, Лимузен, Поату и Сейнтонж.
Бракът между Алиенор и Луи Млади е сключен на 25 юли 1137 година в Бордо и по време на пътуването към Париж, двойката е венчана от архиепископа на Аквитания в катедралата на Поатие. Херцогството не се присъединява към короната на Франция, защото Алиенор остава херцогиня на Аквитания. Договорено е също, че първото им дете ще е крал на Франция и херцог на Аквитания, като сливането на двете области, ще се проведе с едно поколение по-късно.

## Крал на Франция

### Коронация
Докато Луи VII се връща от пътуването си от Аквитания към Париж, на първи август 1137 г. Луи VI умира от дизентерия в гората на Компиен, недалеч от Сенлис, след завръщането си от наказателна експедиция срещу управителя на Сент-Бристон-сюр-Лоар. Така 17-годишният Луи VІI Млади става крал. Луи VII заедно с Алиенор са короновани за крал и кралица на Франция в Бурж на 25 декември 1137 г.

### Начало на управлението
Луи VІІ продължава политиката на баща си Луи VІ, но без неговата последователност и енергия. Управлението му започва с това, че наказва със смърт орлеанските граждани, дошли да го молят да им дари таксите от общинските учреждения. На Луи VІІ се налага да се бори с феодалите и да встъпва в съюз с градовете.

### Кръстоносен поход
През 1146 г. Луи VІІ се отправя на кръстоносен поход, оставяйки на абат Сугерий управлението на държавата. Опасявайки се, че Алиенор ще му изневери, Луи VІІ я взима със себе си на похода.
Крал Луи VII предвожда своите кръстоносци по дългия път от Мец през земите на унгарците и българите до Константинопол. Преодолява множество препятствия, неразбирателства с германския крал Конрад III и византийския император Мануил I Комнин, сблъсъци с местното население и с мюсюлманите, преброждайки труднопроходими планини и реки, достига до Антиохия. Там го посреща князът на Антиохия Раймон дьо Поатие. Луи попада в центъра на големия спор между европейските заселници – накъде трябва да бъдат насочени военните усилия, и в крайна сметка походът му претърпява пълен военен провал.
През 1148 г. Луи VІІ достига Антиохия с неголяма войска, защото губи много войници поради глад, горещини и коварството на византийците. От Антиохия Луи VІІ тайно отпътува за Тир, където очаква нови кръстоносци. След това се отправя с войската си да обсажда Дамаск, но е разбит. Минава през Йерусалим по молба на тамплиерите.
По-малкият брат на краля Робер дьо Дрьо също взема участие във Втория кръстоносен поход (1147 – 1149). Връща се във Франция преди краля, и се опитва да завземе властта, но неговият заговор претърпява провал благодарение на абат Сугерий – регент на кралството.
По Великден 1149 година Луи се връща във Франция.

### Последващи бракове
На връщане от кръстоносния поход Луи VІІ постига анулиране на брака (1152 година) с Елеонор Аквитанска, на която са върнати Аквитания, Поатие, Гаскония. Елеонор се омъжва за графа на Анжу – Хенри (Анри) Плантагенет, който впоследствие става крал на Англия под името Хенри II. Макар да се счита за васал на френския крал (той владее почти цяла Западна Франция), Анри е реално по-могъщ от Луи VІІ.
През 1154 г. Луи VІІ се омъжва за Констанция Кастилска (ок. 1140 – 1160), дъщеря на крал Алфонсо VII Кастилски. През 1160 г. сключва трети брак с Адел дьо Блоа-Шампан (ок.1140 – 1206), дъщеря на Тибо IV Велики, граф на Шампан, и Матилда. През 1165 г. Адел ражда дългоочаквания наследник, бъдещия Филип II Август.

### Последна година и смърт
От ноември 1179 г. Луи VII привлича към управлението 14-годишния си син Филип. За да се противопостави на влиянието на семейството на съпругата си Адел дьо Блоа-Шампан, която при смъртта му би могла да получи контрол над наследника на трона, урежда брака между него и Изабела от Хенегау (Ено), дъщеря на Балдуин V от Хенегау, наследник и съюзник на графа на Фландрия Филип Елзас.
Луи VII умира на 18 септември 1180 г. в Mелюн и е погребан на следващия ден в абатството на Свети-Порт Роял Барбо на Фонтане-льо-Порт, на Сена, между Mелюн и Фонтанебло. Той е наследен от сина си Филип II Август, който реално вече управлява от 28 юни същата година.

## Деца
От брака си с Елеонор Аквитанска има две дъщери:
- Мария Френска (1145 – 1198), омъжена от 1164 за Анри I, граф на Шампан и Троа. През 1190 – 1197 години е регент на Графство Шампан.
- Алиса Френска (1151 – 1195), омъжена за Тибо V, граф Блоа.

От брака си с Констанция Кастилска има две дъщери:
- Маргарита Френска (1158 – 1197), омъжена 1. 1172 за Хенрих (III) Младши (1155 – 1183), херцог на Нормандия, 2. 1186 за крал Бела III (ок. 1148 – 1196).
- Адел (Елис) Френска (1160 – 1218/1221)

От брака си с Адел дьо Блоа-Шампан има син и дъщеря:
- Филип II Август (1165 – 1223), крал на Франция
- Агнес Френска (1171 – 1240), императрица на Византия; омъжена 1. от 1180 с Алексей II Комнин (1169 – 1183), император на Византия, 2. от 1183 с Андроник I Комнин (1120 – 1185), император на Византия, 3. от ок. 1204 с Теодор Врана.